# الحسينية (معان)
الحسينية منطقة سكنية تقع في لواء الحسينية، محافظة معان في الأردن. تنتمي المنطقة لقضاء الحسينية (الأردن) الذي يضم 3 مناطق. يقدر عدد سكانها بـ 12687 نسمة حسب إحصاء 2015.

## الوصلات الخارجية
- دائرة الاحصاءات العامة